# Crangònids
Els crangònids (Crangonidae) són una família de crustacis decàpodes carideus, una de les dues famílies de la superfamília dels crangonoïdeus (Crangonoidea).
Són unes gambes petites. Tenen la closca amb un nombre variable de crestes i amb el primer parell de pereiopodis subquelat. Són típicament bentònics i es poden trobar des de la zona litoral fins a l'abissal.
La gamba d'alguer (Crangon crangon) és la més coneguda i tenen interès comercial, principalment a la Mar del Nord. Fa entre 4 i 7 cm de llargada, viu a la zona litoral en fons d'algues i roques.

## Sistemàtica
La família conté els següents gèneres:
- Aegaeon Agassiz, 1846
- Argis Krøyer, 1842
- Crangon Fabricius, 1798
- Lissocrangon Kuris i Carlton, 1977
- Lissosabinea Christoffersen, 1988
- Mesocrangon Zarenkov, 1965
- Metacrangon Zarenkov, 1965
- Neocrangon Zarenkov, 1965
- Paracrangon Dana, 1852
- Parapontocaris Alcock, 1901
- Philocheras Stebbing, 1900
- Pontocaris Bate, 1888
- Pontophilus Leach, 1817
- Prionocrangon Wood Mason i Alcock, 1891
- Rhynocrangon Zarenkov, 1965
- Sabinea J.C. Ross, 1835
- Sclerocrangon G.O. Sars, 1883